# 児手柏包永
児手柏包永（このてがしわかねなが）は、鎌倉時代の手掻派の刀工包永によって製作された日本刀（太刀/小太刀）である。茨城県水戸市にある徳川ミュージアムが保管している。

## 概要
大和国手掻派の刀工包永によって、鎌倉時代末期に作刀されたと言われている。細川幽斎が命名し、徳川家康が関ヶ原の戦いで佩刀した。「水戸徳川家一の名刀」「水戸徳川家所蔵の刀剣408振のなかでもっとも重要な宝のひとつ」として伝来し、関東大震災で被災したものの水戸徳川家は廃棄せずに文化財として所有し続け、現在も徳川ミュージアムで保存されている。ただし罹災刀は財団法人への寄贈基準を満たさないため、水戸徳川家第15代当主德川斉正個人の所蔵品が博物館に保管されているかたちとなっている。

## 号の由来
児手柏という号の由来は、刃文が佩き表は乱れ刃、裏が直刃になっていることによる。万葉集十六巻十九丁目の行文太夫が歌った雑歌「奈良山の 児手柏の 両面（ふたおも）に かにもかくにも ねじけ人のとも」により細川幽斎が命名した。
福永酔剣は「（男郎花・柏・楢の若葉などの説を紹介したうえで）児手柏は側柏とするのが定説である」と述べ、この樹木の葉は「葉の表も裏も同じ緑色で、表裏の区別が無い（コノテガシワ#特徴）」から細川幽斎の誤解による命名としている。
他方、佐藤寒山は『名物牒』の註「児手柏は柏と違ひ、少き子の手に似たり。此の木、大和奈良坂に有り。風にひるがへるさま、手を打返す如く、表裏の出来替りたるに依り名付く」を引き、これにより表裏の出来が変わっていることを児手柏と言うようになったための名付けだとした。

## 来歴

### 大正期以前
細川幽斎が奈良の北部・奈良坂にあったものを入手した。その際は二尺七寸（約82～85センチメートル）の大刀だったため、1573年（天正二年）3月13日に二尺二寸八分（約69.1センチメートル）の長さへ磨り上げた。元の「包永」という銘は佩き表の茎先に残し、裏に「兵部大輔藤孝磨上之　天正二年三月十三日」という添え銘を切らせている。
水戸徳川家には「幽斎がこれを帯びて戦に出ると必ず勝利した。それゆえ徳川家康に献上し、家康も関ヶ原でこれを帯びて敵を悉く倒したのである」と伝わっているが、『名物牒』では幽斎が次男細川興元へ与え、それを家康が五百貫で買い上げたと書かれている。ただし『名物牒』の注釈書である『詳註刀剣名物帳』では、大坂御物押形に本作があることから「幽斎が秀吉に献上し、秀吉が家康に与えたことは明白である」としている。福永酔剣は（関ヶ原で帯びたという逸話とは時間が合わないものの）家康による買い上げ時期を1608年（慶長13年、関ヶ原の戦いは1600年）春の細川忠興・興元兄弟の和解を家康が仲介したときとした。
水戸徳川家開祖徳川頼房はこの太刀を父家康より譲られた。その際に「二代将軍秀忠も児手柏を欲しがっていたが、頼房を養育したお勝の方が家康に頼み（もしくは暗黙の了解のもと盗み出し）、頼房に与えた。」という逸話が残っている。
その後は「水戸徳川家一の名刀」として江戸在住の藩主の身近につねに置かれ、1921年（大正10年）11月28日に行われた競売で多数の刀が水戸徳川家から流出した際も「特に由緒あり」として残されることとなった。

### 関東大震災
1923年（大正12年）9月1日の関東大震災で、本所にあった徳川侯爵家新小梅町邸にて水戸徳川家伝来の刀剣類160余口・拵の小道具類約2000点が被災したが、本作はそのなかの一つである。被害にあった武具については文政年間に編纂された『武庫刀纂』に内容が詳述されているため、詳細が判明している。
数多くの刀剣類が焼けたため、震災の見舞いとして徳川宗家からは太刀「鉋切長光」、尾張徳川家からは太刀「銘 守家」が贈られた。両刀とも重要美術品に認定され、水戸徳川家の家宝として徳川ミュージアムに所蔵されている。

### 罹災後
関東大震災で焼失したと思われていたが、実際には焼身となりつつも水戸徳川家が保管し続け、現在は徳川ミュージアムで保存されている。
2016年（平成28年）1月9日に行われた新春企画ミュージアムトーク「燭台切ファンの集い」で、「刀　燭台切光忠」と「太刀　児手柏」の写しの制作をする「徳川ミュージアム　刀剣プロジェクト」が発表され、同年2月から開始されている。
元東京藝術大学大学美術館副館長の原田一敏監修のもと調査が行われ、刀匠月山貞利が作刀した写しの完成が2017年（平成29年）5月15日のオフィシャルBLOGで発表された。2017年（平成29年）6月17日からの企画展「刀剣プロジェクト成果展Ⅰ ～児手柏～」で焼身の本歌と月山による写しは並べて公開され、その後もたびたび展示されている。
被災刀剣は刀剣登録の必要はないとされているが、2019年（令和元年）8月時点で徳川ミュージアムは児手柏包永を含む水戸徳川家被災刀剣167振すべての刀剣登録を目指している。

## 刀身
『罹災美術品目録』で紹介された『武庫刀纂』の記述には「長さ二尺三寸　鎺元一寸　横手下七分　厚二分四厘　反七分」とあり、「其の圖書も頗る精密なり」と押形もあることがわかる。『詳註刀剣名物帳 : 附・名物刀剣押形』にも簡易な押形が収録されている（参照：国立国会図書館デジタルコレクション、12コマ目）がそちらには幽斎が刻んだ銘が書き写されていないため、『日本刀大鑑』や福永酔剣『日本刀物語』にある押形（それぞれ別のもの）の方が明確である。そのほか、焼ける前の状態を三度も見た今村長賀による記録が『剣話録』に残っている（参照：国立国会図書館デジタルコレクション、7コマ目）。
『日本刀大鑑』の記述に依れば、刃の長さは69.1センチメートル。表に頗る大模様の乱れ刃、裏面は直刃ほつれと刃文が大きく違うことが号の由来である。表裏とも沸匂深い非凡の出来。細川幽斎は磨上の際に、佩裏の中心の平に「天正二年三月十三日」、鎬地に「兵部大輔藤孝磨上之異名號児手柏」と彫り付けた。元の銘「包永」の二字も佩き表の中心の先にしっかりと残っている。